# Dejan Trajkovski
Dejan Trajkovski (ur. 14 kwietnia 1992 w Mariborze) – słoweński piłkarz, występujący na pozycji lewego obrońcy we litewskiem klubie Džiugas. Były młodzieżowy i seniorski reprezentant Słowenii.

## Sukcesy

### Klubowe
NK Maribor
- Mistrzostwo Słowenii (3): 2011/2012, 2012/2013, 2013/2014
- Zdobywca Pucharu Słowenii (2): 2011/2012, 2012/2013
- Zdobywca Superpucharu Słowenii (1): 2012